# 圣加大肋纳堂 (威尼斯)

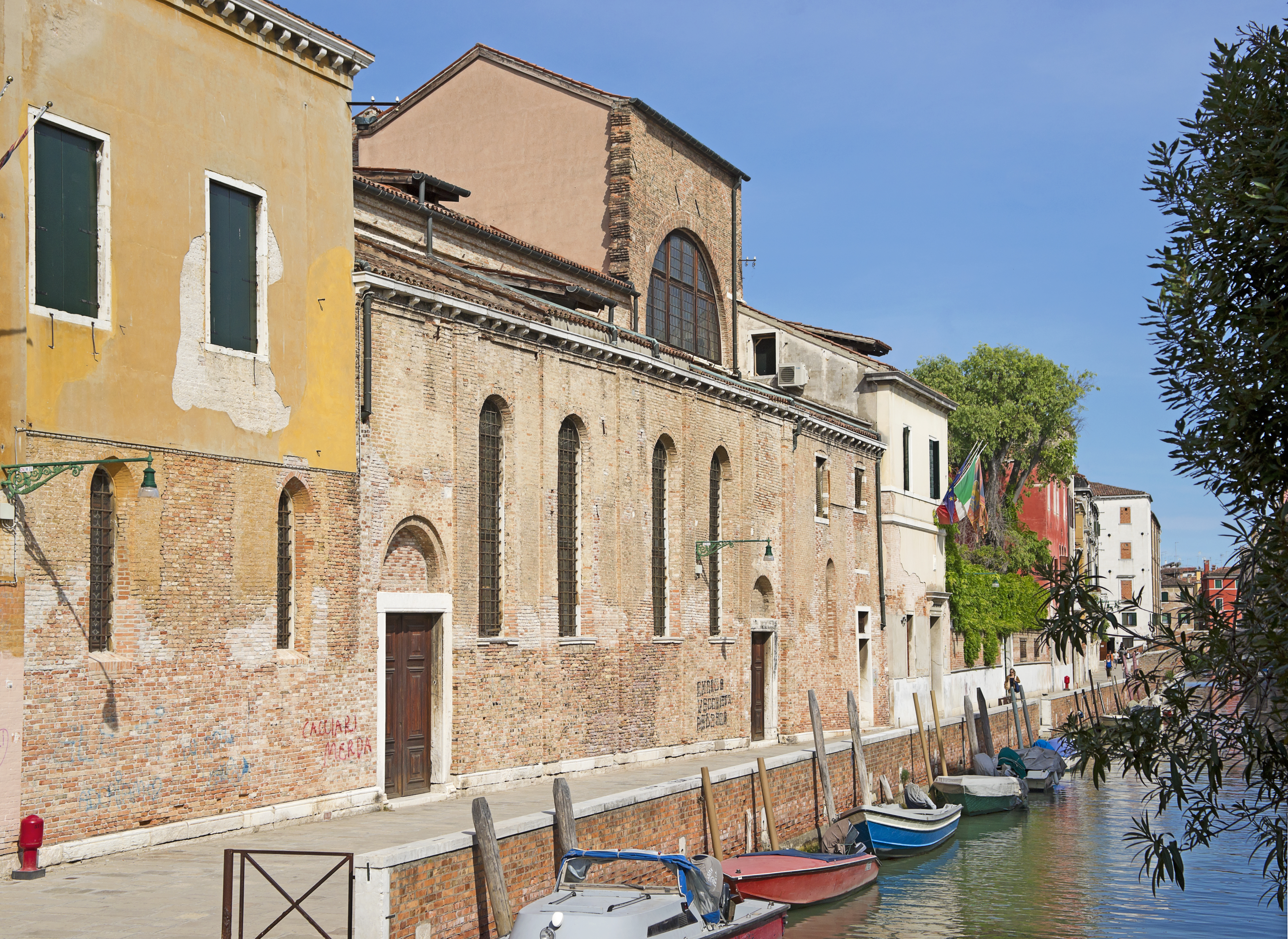

圣加大肋纳堂是威尼斯卡纳雷吉欧区的一座已废弃的罗马天主教堂，现在是马可·福斯卡里尼 中学建筑群的一部分。
13 世纪初,耶稣基督忏悔会(frati del Sacco)开始在此建造教堂，但到1274 年被取缔时仍未完成。这座建筑交给了一位富商，然后转手给博托洛塔·朱斯蒂尼安，后者将其赠予奥斯定会修道士，他们在 15 世纪完成了这座建筑，供奉亚历山大的加大肋纳。
在加大肋纳瞻礼日那天，威尼斯总督会来到教堂庆祝多蒂节。帕耳马乔凡内的《圣加大肋纳的母亲就她女儿的婚姻咨询智者》最初藏于此处，现藏于宗主教宫 。丁托列托的《圣加大肋纳生平场景》系列 （约 1585 年,现藏于宗主教宫）和 保罗·委罗内塞 的《圣加大肋纳的神婚》 （ 1575 年,现藏于学院美术馆）。1970 年代，教堂在修复工程中被一场大火烧毁，摧毁了其余的艺术品。

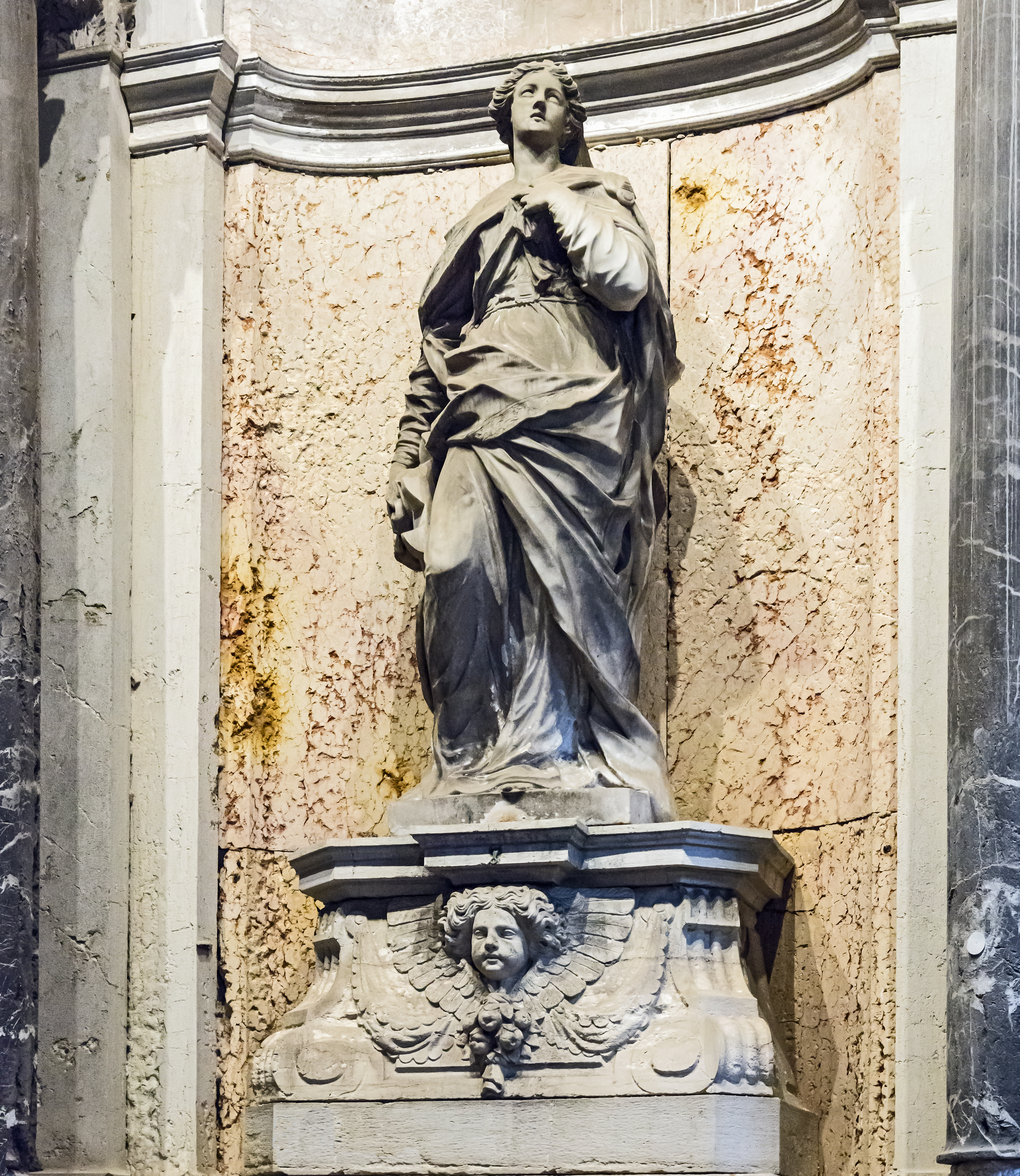
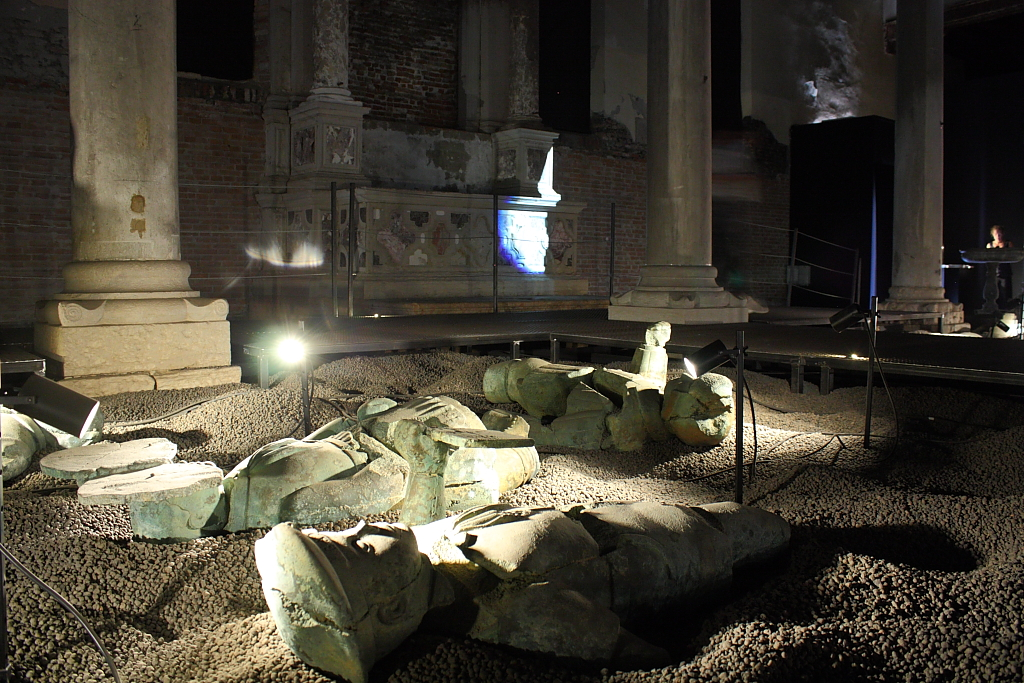